# جوایز موسیقی بیلبورد ۲۰۱۳

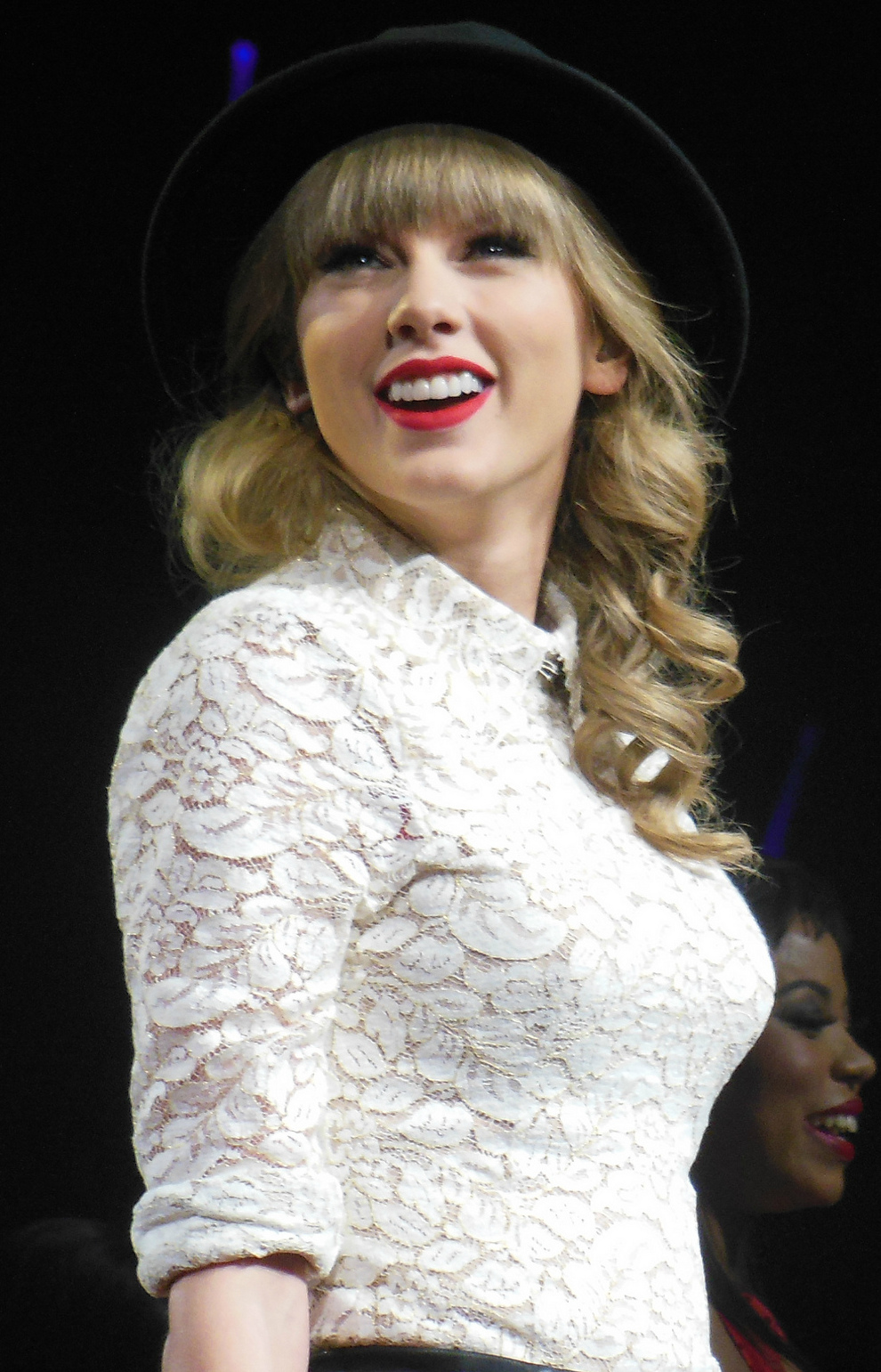
تیلور سویفت

جوایز موسیقی بیلبورد ۲۰۱۳، در ۱۹ مه ۲۰۱۳ در ام‌جی‌ام گرند گاردن آرنا، پارادایس، نوادا واقع در شهر لاس وگاس، ایالات متحده آمریکا برگزار شد. مراسم به صورت زنده در شبکه تلویزیونی ان‌بی‌سی پخش شد. مراسم توسط تریسی مورگان میزبانی شد.